# Ajuntament de la Secuita
L'Ajuntament de la Secuita és un edifici del municipi de la Secuita (Tarragonès) inclòs en l'Inventari del Patrimoni Arquitectònic de Catalunya.

## Descripció
Es tracta d'un edifici de tipus eclèctic amb gran nombre d'elements classicistes. L'obra és feta de paredat o reble, i la façana arrebossada, en alguns casos imitant carreus. És formada per tres cossos. El cos central té, a la planta baixa, tres portes en arc de mig punt emmarcades amb imitació de grossos carreus separades per pilars i al primer pis hi ha un llarg balcó de ferro forjat amb tres obertures. Els cossos laterals tenen a la planta baixa una porta d'arc de mig punt amb frontó sota el qual hi ha un seguit d'arcs cecs, i un balcó al pis.
El conjunt és coronat per una cornisa, al cos central, i sengles frontons, amb tres obertures de mig punt dintre, als laterals. A la part alta de l'edifici, damunt del balcó central, es pot llegir "Ajuntament" i, al damunt de cada porta lateral, respectivament, "Escola de Nenes i Escola de Nens".

## Història
L'edifici de l'Ajuntament és prou gran per a allotjar-hi més d'un servei municipal, per això, a la dècada dels anys 80 del segle xx, hi ha l'Ajuntament l'escola d'EGB, la guarderia infantil i habitatges per a funcionaris. És situat al carrer de la Victòria, que dona testimoni del primer eixamplament de l'antic nucli urbà, iniciat el segle xviii, com consta d'una manera gràfica en moltes façanes de cases del carrer.
Fins que es construí aquest edifici, l'Ajuntament s'ubicava a la casa Manyé.